# Traian (Ialomiţa)
Pour les articles homonymes, voir Traian.
Traian est une commune du județ de Ialomița en Roumanie.